# Be Kind Rewind
Be Kind Rewind (conocida en castellano como Rebobine, por favor en España, Rebobinados en Argentina y Originalmente pirata en varios países de Hispanoamérica) es una película de 2008, del género comedia, dirigida por Michel Gondry. Protagonizada por Jack Black, Mos Def, Melonie Diaz, Danny Glover, Mia Farrow, Sigourney Weaver.

## Argumento
Mientras Jerry (Jack Black) intenta sabotear la planta eléctrica que, según él, le derrite el cerebro, acaba magnetizado y sin querer consigue borrar todas las cintas del anticuado videoclub donde trabaja Mike (Mos Def), su mejor amigo. Para complacer a la leal clienta la señorita Falewicz (Mia Farrow), entrada en años y algo senil, que desea arrendar el filme Los cazafantasmas, Jerry y Mike deciden realizar un remake de la película en la chatarrería de Jerry. Se quedan asombrados al descubrir que su versión de la película es un auténtico éxito. Mike, Jerry y unos cuantos amigos del vecindario empiezan a dedicarse a la producción de remakes, tales como King Kong. No sólo consiguen dar un nuevo impulso al videoclub, sino a toda la comunidad.

## Reparto
- Jack Black: Jerry Mclean
- Mos Def: Mike Coolwell
- Danny Glover: Señor Fletcher
- Mia Farrow: Señorita Falewicz
- Melonie Diaz: Alma Sykes
- Arjay Smith: Manny
- Paul Dinello: Señor Rooney
- Sigourney Weaver: Señorita Lawson

## Comentarios
La película fue exhibida en Festival de Cine de Sundance y Festival Internacional de Cine de Berlín de 2008 . El título original de la película está basado en las advertencias de rebobinar que tenían las películas VHS de alquiler durante su apogeo. La película reivindica el papel de los videoclubes de barrio. En la película se citan parodias de algunas afamadas películas.

## "Sweded" o "Suecado"
Las películas que son borradas y recreadas se conocen como películas “Suecadas”. Para estos remakes no se edita y regularmente son una sola toma por cada escena. Las cintas se describen como provenientes de Suecia como una excusa para la cual subir el alquiler de películas y largos tiempos de espera. Jerry crea la palabra "sweded" (Suecada), mientras discutía con Craig (Chandler Parker) y su banda.
A la luz del tema del suecado, el director Michel Gondry suecó una versión del tráiler de la película (Be kind Rewind), protagonizada por él mismo. En la página oficial, los usuarios pueden participar en suecados, colocando sus rostros en las carátulas de películas VHS. En el canal de YouTube de Be Kind Rewind se alienta a los cineastas a crear versiones suecadas de películas populares.
El tema del suecado se refiere también a la historia del cine, en la que la colectividad hacia remakes representando recuerdos sociales de las películas y los recuerdos que surgen a través del cine.
*Información tomada de la versión en inglés de este mismo artículo.